# محمد بن إسماعيل (إمام شيعي)
محمد بن إسماعيل بن جعفر الصادق الملقب بالمكتوم الإمام الثامن للشيعة الإسماعيلية.

## سيرته
ولد محمد بن إسماعيل عام 128هجري-746 ميلادي في حياة جده جعفر الصادق وقضى طفولته في كنف جده.
في عام 193هجري-809 ميلادي توفي الإمام طبقا للروايات الشيعية ولكن بعض الإسماعيليين يسمون السبعية يصرون على أنه لم يمت وإنما دخل في غيبة وناب عنه الدعاة حتى عهد النائب الرابع عبد الله الأكبر الذي أعلن نفسه إماما وأسس ما يعرف باسم القرامطة وبعدهم انتهت هذه الفكرة.
ويعتقد الإسماعيليون الآن بكافة طوائفهم أنه مات وانتقلت الإمامة من بعده للإمام الوافي أحمد.

## عصر الأئمة المستورين
طبقا للتأريخ الإسماعيلي فإن الائمة الثلاثة الذين خلفوه كانوا مستورين من سطوة النظام العباسي ولم يكن أحد يعلم بأماكنهم إلا المقربين فقط وهو ما يعرف بعهد الأئمة المستورين. الذي انتهي بإعلان عبيد الله المهدي تأسيس الدولة الفاطمية.
| قبله: إسماعيل بن جعفر | أئمة الشيعة الإسماعيلية | بعده: الوافي أحمد |